# Kot Radha Kishan
Kot Radha Kishan es una localidad de Pakistán, en la provincia de Punyab.

## Demografía
Según estimación 2010 contaba con 50.732 habitantes.